# Bistum Belley-Ars
Das Bistum Belley-Ars (lateinisch Dioecesis Bellicensis-Arsensis, französisch Diocèse de Belley-Ars) ist eine in Frankreich gelegene römisch-katholische Diözese mit Sitz in Belley. Sein Gebiet entspricht dem Département Ain.

## Geschichte
Das Bistum Belley-Ars wurde im 5. Jahrhundert als Bistum Belley errichtet und dem Erzbistum Besançon als Suffraganbistum unterstellt. Das Bistum gab 1515 Teile seines Territoriums zur Gründung des Bistums Bourg-en-Bresse ab, das schon 1534 wieder aufgelöst wurde. Am 29. November 1801 wurde das Bistum Belley aufgelöst und das Gebiet wurde dem Erzbistum Lyon angegliedert. Das Bistum Belley wurde am 6. Oktober 1822 durch Papst Pius VII. mit der Apostolischen Konstitution Paternae charitatis erneut errichtet und dem Erzbistum Besançon als Suffraganbistum unterstellt. 1949 wurde das Bistum Belley dem Erzbistum Lyon als Suffraganbistum unterstellt. Am 23. Januar 1988 wurde der Name des Bistums Belley zu Ehren des hl. Pfarrers von Ars, Jean-Marie Vianney, dessen Pfarrei zum Bistum gehört, in Bistum Belley-Ars erweitert.

## Weblinks

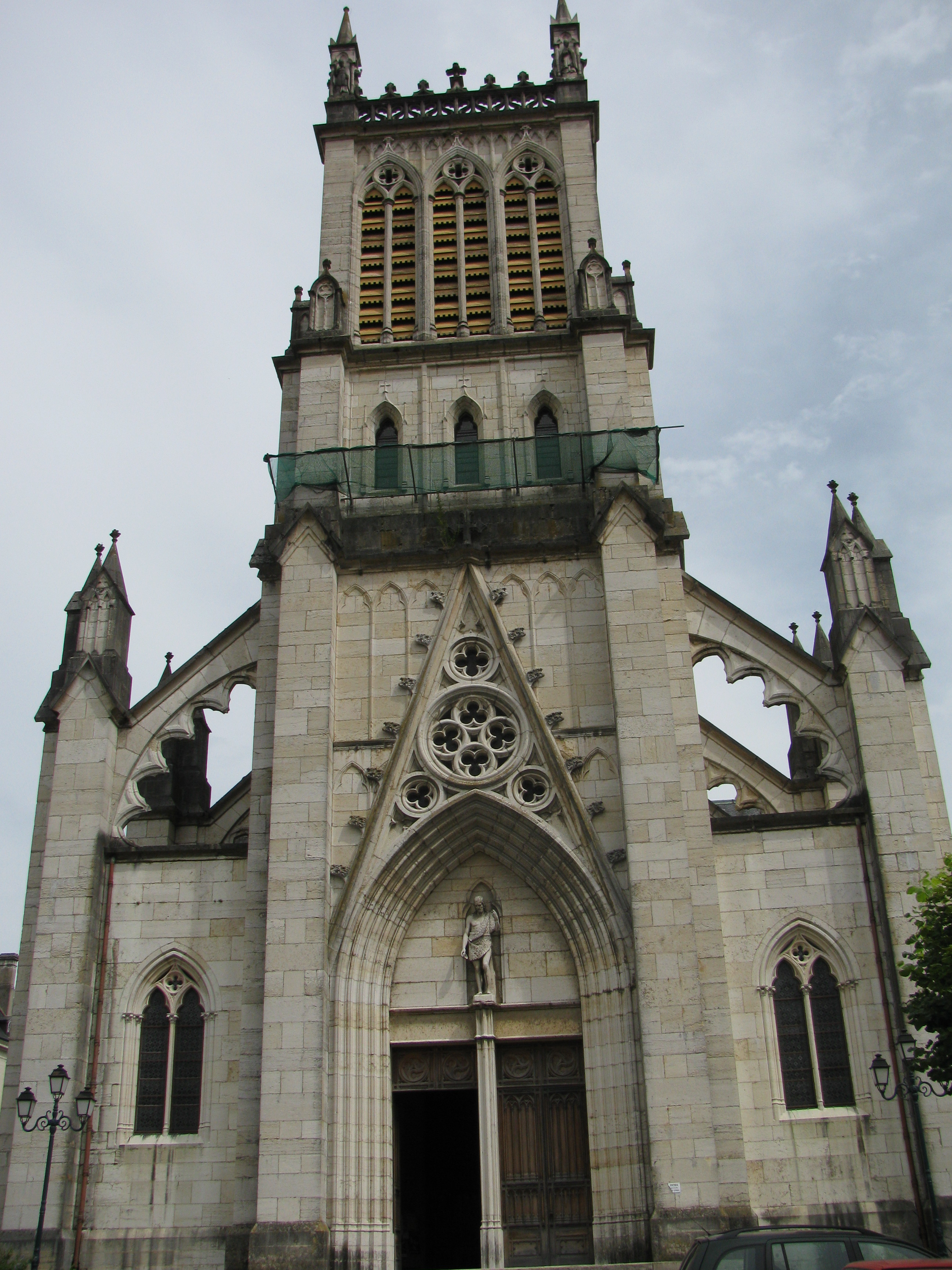
Kathedrale Saint-Jean-Baptiste in Belley